# Crisis Balcánica

## La crisis de los Balcanes (1906-1914)
La desintegración del Imperio Otomano estuvo acompañada de las reivindicaciones nacionalistas de los nuevos estados surgidos en el siglo XIX. El nacionalismo se mezcló con problemas de carácter étnico, religioso y cultural. Las grandes potencias intervinieron en todos ellos según sus intereses, bien de forma directa, caso de Austria-Hungría, Rusia e Italia, o indirecta, como ocurrió con Alemania, Francia y Gran Bretaña.
Una serie de crisis contribuyeron a la inestabilidad de la zona y al estallido de la Gran Guerra:

### La anexión Austro-Húngara de Bosnia y Herzegovina (1908)
Bosnia y Herzegovina eran territorios con mayoría musulmana que habían permanecido bajo dominio turco hasta 1877. A partir de entonces pasaron a depender administrativamente de Austria-Hungría que finalmente, en 1908, los anexionó a su imperio, provocando la frustración de Serbia que aspiraba a integrarlos dentro de la Gran Serbia (futura Yugoslavia). En la capital bosnia, Sarajevo, se produjo el 28 de junio de 1914 el asesinato del heredero al trono austríaco Francisco Fernando y su esposa a manos de un estudiante bosnio perteneciente a la "Mano Negra", organización secreta nacionalista proserbia.

### La primera guerra balcánica (1912)
Esta contienda enfrentó al bloque compuesto por Serbia, Bulgaria, Grecia y Montenegro (secundados por Rusia) con Turquía y Austria. Derrotada Turquía hubo de retirarse de la zona y ceder a Bulgaria una salida al mar Egeo.

### La segunda guerra balcánica (1913)
Los que fueron aliados en la primera guerra balcánica se enzarzaron en una lucha entre sí: Bulgaria atacó a Serbia, a Grecia y a Montenegro con el objetivo de anexionarse los territorios abandonados por Turquía. Esta última, junto a Rumanía se unió a Serbia y a Grecia. Bulgaria fue derrotada y los territorios en disputa pasaron a Serbia.
A partir de entonces, el objetivo de Serbia fue alcanzar el rango de gran potencia de la zona (Gran Serbia), aspiración que quedó ensombrecida por los tratados de Londres y Bucarest (1913), que reconocieron a Albania como nuevo estado en detrimento de los planes que Serbia se había fijado respecto a la anexión del territorio albanés. Austria-Hungría por su parte entorpeció en la medida de lo posible los planes de Serbia de constituirse como estado importante de la región. 
También hubo fricciones entre Grecia y Alemania originadas por las aspiraciones de los helenos sobre la región del Epiro (de lengua griega) que había quedado bajo soberanía albanesa. Estas circunstancias convirtieron los Balcanes en un auténtico polvorín que estallaría meses más tarde. 
- Datos: Q5791047